# The Rise and Fall of Ziggy Stardust and the Spiders from Mars
| Recensione       | Giudizio |
| ---------------- | -------- |
| Ondarock         |          |
| AllMusic         |          |
| Piero Scaruffi   |          |
| Rolling Stone    |          |
| Sputnikmusic     |          |
| Robert Christgau | B+       |

The Rise and Fall of Ziggy Stardust and the Spiders from Mars, noto anche semplicemente come Ziggy Stardust, è il quinto album in studio del cantautore inglese David Bowie, pubblicato nel 1972 dalla RCA Records e ristampato su compact disc per la prima volta nel 1984.
Ha venduto oltre 7,5 milioni di copie e contiene i brani Starman, Ziggy Stardust, Suffragette City e Rock 'n' Roll Suicide; l'album narra di un mondo sull'orlo dell'apocalisse in cui l'ultimo eroe è un ragazzo divenuto rockstar grazie a un aiuto alieno e rappresenta uno dei suoi più grandi successi, nonché una delle sue opere più influenti e seminali.
Si trova al 40º posto nella lista dei 500 migliori album della rivista Rolling Stone, al 23º posto in quella di NME e al 34º posto nella "All Time Top 100" di Melody Maker. Nel 2006 il Time lo ha incluso tra i migliori 100 album di tutti i tempi.
Nel gennaio del 2010 la copertina di Ziggy Stardust è stata scelta dalla Royal Mail britannica per il set di francobolli "Classic Album Cover".

## Storia
(Stephen Thomas Erlewine, AllMusic)
Ziggy Stardust può essere considerata l'opera con la quale David Bowie riuscì nel 1972 ad affermare se stesso come artista coerente, integrando le espressioni stilistiche sperimentate nei lavori precedenti con generi contemporanei come il glam rock e il proto-punk, e rimane uno degli album che più hanno influenzato le generazioni successive di artisti che nella pantomima del suo protagonista trovarono il primo esempio di teatro-rock.
Nel 1974, nel corso di un'intervista con lo scrittore William Burroughs su Rolling Stone parlò della sua intenzione di mettere in scena l'album come musical nel West End e farne uno spettacolo televisivo. Il cantante raccontò anche che, contrariamente all'opinione comune, Ziggy non è un extraterrestre ma un umano entrato in contatto con forze da un'altra dimensione attraverso la sua radio che finisce per adottare sulla Terra un ruolo messianico scambiando i loro messaggi per rivelazioni spirituali.
Ziggy è in definitiva l'emblema della rockstar, un "cantante rock di plastica" come lo definiva Bowie, che con la sua ascesa e la sua caduta ripercorre idealmente la parabola della celebrità, dietro la quale si nascondono l'insicurezza e la fragilità dell'artista. L'album fu realizzato con l'idea di confezionare un personaggio di forte impatto sul pubblico: il trucco pesante e i fumettistici costumi colorati diventarono elementi necessari per creare una cornice mistica attorno alla figura di Ziggy, quindi attorno a Bowie stesso dato che in quel periodo le due entità erano pressoché indistinguibili.
Nel 2004 il cantante è tornato sull'argomento spiegando come Ziggy Stardust fosse stato inizialmente concepito per il teatro: «Volevo scrivere un musical. Non avevo idea di come andasse fatto o di come i musical sono costruiti, ma l'idea di scrivere qualcosa basato sul rock per Broadway mi incuriosiva davvero ed ho pensato che sarebbe stata una cosa meravigliosa da fare [...] Davvero non sapevo le modalità di approccio e così ho seguito un corso molto più semplice, ho abbreviato un po' l'idea di musical fino a concepire un concept album e ho creato i personaggi».

### Ispirazioni e influenze: la costruzione di unalter ego
Tra le molte influenze individuali su Ziggy Stardust una delle più evidenti è quella esercitata da Iggy Pop, che Bowie aveva conosciuto nel settembre 1971 durante il suo primo viaggio negli Stati Uniti. Iggy Pop era praticamente sconosciuto in Gran Bretagna, sebbene David lo avesse già definito il suo cantante preferito in un'intervista per Melody Maker l'anno prima, e di ritorno in Inghilterra disse al produttore Ken Scott che il suo nuovo disco sarebbe stato "molto più simile a Iggy Pop". L'esibizione disinibita e spesso violenta, «che liberava la parte animalesca del rock» secondo le parole del cantante, fu fondamentale per l'alter ego che stava forgiando.

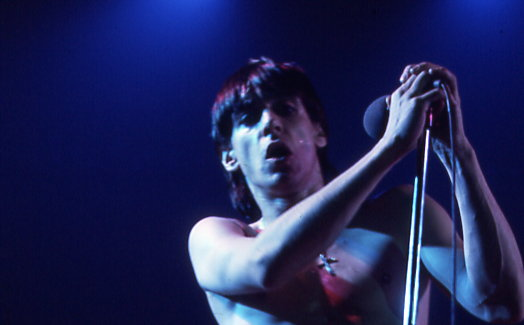
Insieme a Lou Reed e Marc Bolan, Iggy Pop fu uno dei riferimenti per la creazione dell'alter ego di David Bowie.

Leee Black Childers, in questo periodo personaggio chiave della compagnia MainMan fondata dal manager Tony DeFries, sostenne in seguito che «l'infatuazione di Bowie per Iggy aveva a che fare con il desiderio di inserirsi nella realtà rock che apparteneva a Iggy e che Bowie non avrebbe mai potuto vivere perché era solo uno studentello d'arte del sud di Londra, mentre Iggy proveniva dalla feccia di Detroit. David Bowie sapeva che non avrebbe mai potuto raggiungere la realtà nella quale Iggy era nato. Così pensò di comprarsela».
Lo stesso discorso può essere fatto per Lou Reed, al quale Bowie aveva dedicato il brano Queen Bitch contenuto in Hunky Dory e che da tempo aveva ispirato il suo modo di comporre. Nel 2000 il cantante tornò a parlare dell'influenza esercitata da Reed e dai Velvet Underground sulla genesi di Ziggy Stardust, raccontando un curioso incontro dei primi anni settanta: «Andai a vedere i Velvet Underground la prima volta che sono stato negli Stati Uniti, nel 1970 [...] Pochi giorni dopo ho detto ad un mio amico che avevo avuto la possibilità di parlare con Lou e che era stato meraviglioso, e lui mi disse "No no, Lou ha lasciato la band l'anno scorso. Hai parlato con Doug Yule, il suo sostituto, che è quasi la sua immagine sputata". Gli dissi "Stai scherzando!" Si era seduto lì e gli avevo parlato come se fosse Lou e lui mi aveva raccontato di come aveva scritto I'm Waiting for the Man! Fu in quel momento che compresi che per me non era importante se si fosse trattato di quello vero o di un falso».

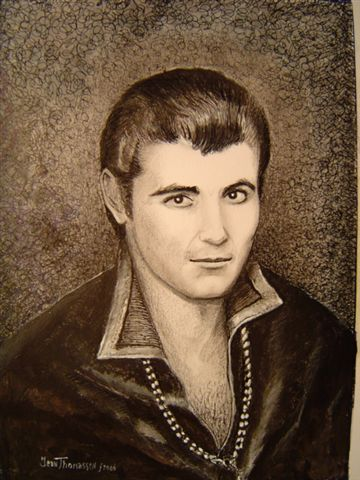
Ritratto di Vince Taylor, una delle principali influenze per la creazione di Ziggy Stardust.

L'asse Pop/Reed fu completato da un'altra influenza fondamentale, quella del suo amico di vecchia data Marc Bolan. All'epoca delle sessioni di Ziggy Stardust il cantante dei T. Rex aveva raggiunto la celebrità reinventando il modo di scrivere con un nuovo vocabolario di fantascienza urbana e trasformando la band in una formazione elettrica. La sua personalità schiva e diffidente, lo stile sospirato del modo di cantare vicino al microfono, il trucco e gli elementi anni cinquanta presenti nelle performance dal vivo furono assimilati negli atteggiamenti di Ziggy.
Ma quello che può essere individuato come modello principale di Ziggy Stardust è il rocker anglo-americano Vince Taylor, che alla fine degli anni cinquanta aveva pubblicato un paio di singoli fallimentari inclusa Brand New Cadillac, di cui i Clash avrebbero fatto una cover nel 1979. Nel 1961 la sua tendenza eccentrica e caratteriale fu eccitata dal consumo di alcol e droghe, uno stile di vita che colpì David Bowie che lo incontrò a Londra nel 1966: «Andai ad alcune feste con lui ed era fuori di testa, completamente flippato. Si portava appresso cartine dell'Europa e ricordo distintamente che una volta aprì una mappa a Charing Cross Road, fuori dalla stazione della metropolitana, la mise per terra e si inginocchiò con in mano una lente [...] disse che stava evidenziando tutti i luoghi dove gli UFO avrebbero dovuto atterrare nei mesi successivi. Era fermamente convinto che ci fosse un fortissimo legame tra lui, gli alieni e Gesù Cristo».
Taylor perse progressivamente il contatto con la realtà e le sue esibizioni furono costellate da incidenti sul palco finché una notte, raccontò Bowie, «si presentò in scena vestito di bianco, dicendo che tutta la sua faccenda con il rock era stata una bugia, che in realtà lui era Gesù. Fu la fine di Vince, della sua carriera e di tutto il resto. Fu questa storia che divenne uno degli elementi essenziali di Ziggy e della sua visione del mondo».

#### L'origine del nome Ziggy Stardust
Nel 1990 David Bowie raccontò sulla rivista Q che il nome Ziggy gli fu ispirato da una sartoria di Londra chiamata "Ziggy's", davanti alla quale una volta era passato in treno: «Aveva un'aria da Iggy ma era una sartoria, allora pensai "Beh, l'intera faccenda riguarderà i vestiti". Così, quasi per scherzo decisi di chiamarlo Ziggy».
L'origine di Stardust richiama invece l'eccentrico cantante statunitense Norman Carl Odam, più noto come Legendary Stardust Cowboy e considerato uno dei pionieri del genere psychobilly, il cui unico successo era stata una canzone del 1968 intitolata Paralysed e la cui celebrità era basata su una disastrosa apparizione nel programma televisivo Rowan & Martin's Laugh-In. «Tutti risero di lui e se ne andò piangendo», ricordò Bowie nel 1996, «suonava la chitarra e aveva un trombettista con una gamba sola [...] Assemblavano la loro musica senza sapere che ci dovrebbero essere regole da seguire. E così andavano in direzioni che non verrebbero in mente neanche ad un musicista semi-qualificato... è da lui che ho preso il nome Stardust».
Nel 2002 Bowie si è sdebitato scegliendo Legendary Stardust Cowboy per suonare al Meltdown Festival e nello stesso anno ha inserito nell'album Heathen una cover di I Took a Trip (On a Gemini Spaceship). «Quando ho letto sul suo sito che pensava che, dato che avevo preso in prestito il suo nome, almeno avrei dovuto cantare una delle sue canzoni, mi sono sentito in colpa e ho voluto fare ammenda immediatamente. Così ho rifatto una delle sue migliori canzoni».

### Registrazione
(David Bowie, 2002)
La prima traccia ad essere incisa il 9 settembre 1971 ai Trident Studios di Londra fu It Ain't Easy, che in realtà avrebbe dovuto far parte di Hunky Dory. Fu questo uno degli esempi della notevole sovrapposizione fra i due album che furono registrati in periodi molto ravvicinati, quando il "concept" di Ziggy Stardust non era ancora stato sviluppato e l'idea era quella di un disco in cui includere alcuni brani del progetto The Arnold Corns, nuove incisioni di Holy Holy e The Supermen, alcune cover e un paio di nuove canzoni come It's Gonna Rain Again e Only One Paper Left.
Una matrice datata 15 dicembre 1971 consente di osservare la track list originale dell'album.
- Lato A

1. Five Years
2. Soul Love
3. Moonage Daydream
4. Round and Round
5. Port of Amsterdam

- Lato B

1. Hang On To Yourself
2. Ziggy Stardust
3. Velvet Goldmine
4. Holy Holy
5. Star
6. Lady Stardust

Il master del 2 febbraio 1972 riporta la scaletta definitiva, tranne per la presenza di Round and Round che venne sostituita con Starman all'ultimo momento.
L'8 novembre ebbe inizio la prima vera sessione che nel giro di una settimana produsse Five Years, Soul Love, Moonage Daydream, Hang On to Yourself, Ziggy Stardust, Star e Lady Stardust, le ultime due con i titoli provvisori Rock 'n' Roll Star e He Was Alright (A Song for Marc). «Registravamo velocemente, come abbiamo sempre fatto», ricordava il produttore Ken Scott, «lavoravamo generalmente dal lunedì al sabato, dalle due del pomeriggio finché non finivamo, generalmente verso mezzanotte».
A differenza di quanto era avvenuto circa un anno prima per The Man Who Sold the World, in questo caso l'apporto di Bowie durante le registrazioni fu decisivo. «Sapeva perfettamente quello che voleva dal punto di vista musicale», ricordava Ken Scott, «e non voleva saperne di accorgimenti tecnici». Uno degli aspetti che più impressionò il produttore fu il fatto che molte delle tracce vennero suonate dal vivo e la maggior parte delle parti vocali di Bowie furono "first takes": «Ci sono pochissimi artisti in grado di fare parti vocali al primo take quasi ogni volta. Lui era uno di quelli». Inoltre, al confronto con la lunghezza dei periodi compositivi che avevano preceduto le sessioni di Space Oddity e Hunky Dory, alcune indicazioni fanno pensare che la costruzione di Ziggy Stardust avvenne un po' per volta.
La scaletta riportata sulle matrici del dicembre 1971 indica infatti che la linea narrativa dell'ascesa e della caduta di Ziggy fu un'idea dell'ultimo momento, inserita dopo l'arrivo di Starman e Rock 'n' Roll Suicide. Nella prima intervista in cui parlò dell'album ad una radio americana nel gennaio 1972, David sembrò ansioso di dissipare l'idea che Ziggy Stardust perseguisse una linea narrativa coerente. «Non era partito davvero come un album a tema. Si interruppe perché avevo trovato altre canzoni che volevo mettere nel disco e non c'entravano con la storia di Ziggy [...] Ciò che troverete sull'album, quando finalmente uscirà, è una storia che non si svolge realmente. Sono solo alcune piccole scene tratte dalla vita di una band chiamata Ziggy Stardust and the Spiders from Mars, che potrebbe essere l'ultimo gruppo sulla Terra perché stiamo vivendo gli ultimi cinque anni del pianeta... Dipende dallo stato in cui vi troverete durante l'ascolto. Dopo che ho scritto un album, la mia interpretazione dei suoi brani è totalmente diversa da quella di quando li scrivevo. Penso che i miei stessi dischi mi abbiano permesso di imparare molto su di me».
Le registrazioni si conclusero il 4 febbraio 1972 con Suffragette City e Rock 'n' Roll Suicide, che andarono a sostituire Velvet Goldmine e Holy Holy, mentre It Ain't Easy venne scelta al posto di Amsterdam. L'ultima aggiunta fu Starman che portò all'esclusione di Round and Round, nonostante lo stesso Bowie avesse detto durante un'intervista radiofonica che sarebbe stata concettualmente il tipo perfetto di canzone per Ziggy da eseguire sul palco. Tra l'altro, secondo alcune fonti l'album stesso si sarebbe dovuto intitolare Round and Round.

#### Le canzoni scartate
Nella seconda metà del 1971 ai Trident Studios furono registrati altri brani destinati all'album che sarebbero poi stati scartati.
Shadow Man - Registrata il 14 settembre, è una meditazione sull'impatto futuro delle vite presenti annunciata da un misterioso "uomo ombra" («He'll show you tomorrow, he'll show you the sorrows of what you did today» / «Vi mostrerà il domani, vi mostrerà i dispiaceri di quello che avete fatto oggi»). Alla fine venne scartata dalla scaletta di Ziggy Stardust e praticamente dimenticata fino al 2000, quando una nuova versione venne registrata in previsione del suo inserimento nell'album Toy, ad oggi mai pubblicato. In seguito è stata inclusa nei CD singoli Slow Burn e I've Been Waiting for You del 2002 e nella raccolta Nothing Has Changed del 2014.
Amsterdam - Citata in alcuni documenti come Port of Amsterdam, è una favola dolceamara di marinai, prostitute e sogni infranti scritta da Jacques Brel ma mai pubblicata su un album in studio. Bowie iniziò a proporla dal vivo già nel 1968 e la eseguì nelle sessioni BBC del 5 febbraio 1970 (presente in Bowie at the Beeb) e del 21 settembre 1971. In seguito avrebbe trovato ampio spazio durante lo Ziggy Stardust Tour prima di essere esclusa in favore di My Death, cover di un'altra composizione di Brel. Fino al 15 dicembre Amsterdam era ancora candidata come ultima traccia della prima facciata dell'album ma alla fine fu rimpiazzata da It Ain't Easy e rimase inutilizzata finché diventò il lato B di Sorrow nel 1973. In seguito è apparsa in Bowie Rare, nella ristampa di Pin Ups del 1990 e nel CD Re:Call 1, uscito con il box set Five Years (1969-1973) nel 2015.
Sweet Head - Registrata l'11 novembre e rimasta sconosciuta per anni anche ai collezionisti, tanto che lo stesso produttore Ken Scott dichiarò di non ricordare niente della sua incisione, è una canzone con un ritmo trascinante e una sfrenata linea vocale che contiene diretti riferimenti a Ziggy. Questo particolare, unito alla somiglianza del riff con quello di Hang On to Yourself, ha portato all'ipotesi che fosse stata messa da parte perché Bowie era riluttante a sovraccaricare l'album con un altro brano "concettuale". Inoltre il testo era particolarmente forte per quei tempi, con riferimenti a gang di rapinatori, latinos e neri, "giovani checche nei furgoni bruciati" e una serie di allusioni sessuali confermate dal cantante nel 1990 («Parlava di sesso orale, non credo che la RCA la volesse particolarmente»), tutti aspetti che avrebbero probabilmente suscitato polemiche. Ziggy è presentato quasi come una divinità sessuale, un fallico "pavone di gomma" al culmine dell'autocompiacimento che dispensa gratificazione rock in cambio di adorazione e favori sessuali. Nel 1990 fu inserita nella ristampa dell'album anche se inizialmente, come rivelò Jeff Rougvie della Rykodisc, Bowie si era opposto alla sua uscita cambiando idea e dando il consenso dopo due mesi.
Velvet Goldmine - La canzone che nel 1998 ha dato il titolo al film omonimo diretto da Todd Haynes venne registrata nella sessione dell'11 novembre con il titolo He's a Goldmine e rimase inedita fino alla ristampa del singolo Space Oddity del 1975, quando venne mixata dalla RCA senza consultazione. «Tutta la faccenda è stata condotta senza che io avessi neppure l'opportunità di ascoltare il mixaggio», fece notare Bowie in seguito, «l'aveva mixata qualcun altro, una procedura davvero straordinaria». Il sound elettrico degli Spiders from Mars e il testo cantato a raffica si collocano nello stesso territorio di Sweet Head, anche se in modo meno apertamente allusivo, e il titolo offre un'ulteriore testimonianza della venerazione di Bowie per i Velvet Underground. Fino al 15 dicembre era prevista nella seconda facciata dell'album e il mese seguente il cantante parlò della sua esclusione durante un'intervista radiofonica, definendola un bel pezzo ma probabilmente un po' troppo provocatoria. In seguito venne inclusa in Bowie Rare, come traccia bonus della riedizione di Ziggy Stardust del 1990 e nel CD Re:Call 1 del box set Five Years (1969-1973).
Round and Round - Cover di Around and Around, pubblicata nel 1958 da Chuck Berry come lato B di Johnny B. Goode, fu registrata da Bowie tra novembre e dicembre e inserita nella scaletta di Ziggy Stardust fino al 2 febbraio 1972, quando sulla bobina del master fu annotato che un brano registrato in extremis, Starman, l'avrebbe sostituita come quarta traccia. «Avrebbe dovuto essere il tipo di canzone che Ziggy eseguiva sul palco», spiegò David, «ma il nostro entusiasmo per il pezzo cominciò a scemare dopo che lo riascoltammo un po' di volte...» Venne eseguita dal vivo in alcuni concerti dello Ziggy Stardust Tour e pubblicata come lato B di Drive-In Saturday nel 1973. In seguito è comparsa in Bowie Rare e Sound + Vision, oltre che nel CD Re:Call 1 del box set Five Years (1969-1973).

## Pubblicazione e accoglienza
- Cash Box (1972): «Un altro esempio del genio di David Bowie. Un album da portare con sé negli anni ottanta».[36]
- Melody Maker (1972): «L'avvicinamento di Bowie alla celebrità sta accelerando alla velocità della luce».[37]
- Phonograph Recorder (1972): «Ziggy Stardust è l'Aftermath degli anni settanta, dove ogni brano è un successo e non ci sono riempitivi».[38]
- NME (1990): «Musicalmente Ziggy Stardust è stato ed è uno dei dischi pop più freschi e vivaci di sempre».[20]
- Muze (1995): «Con Ziggy, Bowie ha creato un valido alter ego con cui scendere sul pianeta e devastare il terreno fertile del rock. Così facendo, ha prodotto la creazione rock più originale della musica degli ultimi 20 anni».[20]
- Q Magazine (1997): «Il vero capolavoro di Bowie.... forse ha cambiato la vita di persone in un colpo solo più di tutti gli altri, prima e dopo».[20]

L'album fu pubblicato il 16 giugno 1972, mentre Bowie era in pieno Ziggy Stardust Tour. Su Melody Maker Michael Watts lo giudicò «un po' meno istantaneamente accattivante di Hunky Dory», prevedendo allo stesso tempo che avrebbe avuto un successo commerciale molto maggiore. James Johnson di NME scrisse: «Non c'è niente che Bowie vorrebbe di più che essere una scintillante superstar, e potrebbe ancora accadere. Ormai tutti dovrebbero sapere quanto è straordinario e questo ultimo pezzo di fantasia può solo migliorare ulteriormente la sua reputazione». La rivista Beat Instrumental definì Ziggy Stardust «un album per ogni serio appassionato di rock» e «un assaggio delle cose che verranno».
Critiche entusiaste arrivarono anche dagli Stati Uniti, dove Ziggy Stardust uscì il 1º settembre. Richard Cromelin di Rolling Stone lo accolse come «l'album più ambizioso nei temi e musicalmente più coerente realizzato finora da David Bowie, il disco in cui confluiscono le energie migliori dei suoi lavori precedenti», concludendo che «Bowie ha portato a compimento questa opera complessa con stile consumato, offrendoci un esempio di grande rock and roll [...] con tutta l'intelligenza e la passione necessarie per dargli dimensioni adeguate e con un profondo senso di umanità che emerge immancabilmente dietro la facciata della star». La rivista Cash Box giudicò le canzoni «uniformemente brillanti» e la produzione «praticamente impeccabile», mentre Jim Bickhart del Phonograph Recorder definì Bowie «una delle personalità più speciali del rock».

### Classifiche
A differenza di quanto era accaduto per gli album precedenti, l'entusiasmo mostrato dalla stampa trovò in parte conferma nelle vendite e mentre nel Regno Unito Ziggy Stardust salì rapidamente fino al 5º posto, rimanendo nella Official Albums Chart per più di due anni, negli Stati Uniti arrivò solo al 75º posto della Billboard 200. Leee Black Childers ha dichiarato nel 1986: «Ziggy Stardust era stato appena pubblicato in Inghilterra e David se la stava cavando bene ma nessuno aveva sentito parlare di lui in America, così Tony DeFries ci diede una scatola con 25 copie per darle a chi pensavamo le avrebbe apprezzate [...] Li abbiamo portati fino al Max's Kansas City e ne abbiamo data una al proprietario Micky Ruskin, una al DJ e una alla giornalista Lisa Robinson. Le abbiamo semplicemente distribuite ai pazzi, agli artisti e alle persone che erano sempre sulla scena a New York».
Ziggy Stardust è stato certificato disco d'oro il 12 giugno 1974 dalla RIAA negli Stati Uniti e disco di platino il 25 gennaio 1982 dalla BPI nel Regno Unito, dove si è riaffacciato in classifica in occasione di alcune riedizioni. Nel 2016, dopo la morte di David Bowie l'album ha guadagnato nuova popolarità ed è entrato nelle classifiche di molti Paesi, arrivando al 21º posto negli Stati Uniti.
Il 29 settembre 2017 è stato certificato doppio disco di platino nel Regno Unito.
| Paese         | Anno | Posizione | Classifica                                    |
| ------------- | ---- | --------- | --------------------------------------------- |
| Australia     | 1972 | 11        | ARIA Albums Chart                             |
| Austria       | 2016 | 34        | Ö3 Austria Top 40                             |
| Danimarca     | 2016 | 40        | Album Top-40                                  |
| Finlandia     | 2016 | 46        | Suomen virallinen lista                       |
| Francia       | 2002 | 45        | Syndicat national de l'édition phonographique |
| Germania      | 2016 | 95        | Offizielle Deutsche Charts                    |
| Italia        | 1973 | 21        | Classifica Album                              |
| Norvegia      | 2001 | 17        | VG-lista                                      |
| Nuova Zelanda | 2016 | 20        | RIANZ                                         |
| Paesi Bassi   | 1990 | 61        | Dutch Top 40                                  |
| Portogallo    | 2016 | 23        | Top Oficial da AFP                            |
| Regno Unito   | 1973 | 5         | Official Albums Chart                         |
| Stati Uniti   | 2016 | 21        | Billboard 200                                 |
| Svezia        | 2012 | 19        | Sverigetopplistan                             |
| Svizzera      | 2016 | 21        | Schweizer Hitparade                           |

## Copertina
(David Bowie, 1993)
Le immagini destinate a comparire su Ziggy Stardust furono scattate a Londra nel gennaio del 1972 da Brian Ward, già autore della copertina di Hunky Dory, davanti ad un edificio in Heddon Street in cui il fotografo aveva lo studio. Sia la foto di copertina che quella del retro furono realizzate in bianco e nero e colorate successivamente dal grafico Terry Pastor, «per raggiungere l'ultra-realistico stile fiabesco della copertina dell'album», come scrisse la rivista Q nel 1998. La tuta da paracadutista che indossò Bowie e che appare blu sulla copertina era in realtà la stessa tuta verde indossata nel febbraio 1972 per l'esibizione nel programma televisivo The Old Grey Whistle Test.

David Bowie a The Old Grey Whistle Test nel febbraio 1972, con lo stesso abito indossato per la copertina.

Complessivamente furono scattate 17 foto, alcune con Bowie in posa davanti al 23 di Heddon Street, altre dentro e intorno alla cabina telefonica rossa serie K2 che compare sul retro, più alcuni primi piani. L'insegna K.West che compare sopra la figura di Bowie/Ziggy era quella di una società di distribuzione di pellicce che nel 1972 occupava il primo piano.
Secondo lo scrittore Mark Paytress, l'atmosfera "temporalesca", l'aspetto solitario di Bowie sotto l'insegna sporgente e la colorazione da cartone animato/sci-fi della copertina possono aver avuto le radici nel film L'occhio che uccide, diretto nel 1960 da Michael Powell, in cui un serial killer filma le sue vittime mentre le uccide: «I titoli scorrono. Un occhio lampeggia sullo schermo e la prima scena è svelata. È [...] la copertina di The Rise and Fall of Ziggy Stardust and the Spiders from Mars». Il nome del cantante e il titolo dell'album, scritti con caratteri identici, della stessa grandezza e del medesimo colore giallo acido, aumentarono invece l'identificazione di Bowie con il suo alter ego.
Nonostante l'insegna K.West e la cabina telefonica originale siano ormai scomparse da Heddon Street, i fan non hanno mai smesso di fare visita a quello che è considerato uno dei siti storici della musica rock. Anche Bowie vi tornò nel marzo 1993 e pubblicò le sue impressioni in un articolo uscito su Rolling Stone il 10 giugno: «Avrei dovuto immaginarlo [...] tutto è sparito ovviamente. C'era anche lo studio di un fotografo chiamato Brian Ward, e al di fuori dell'edificio c'era una cabina telefonica... È un peccato che l'insegna sia sparita, la gente vi leggeva così tanto in essa. Pensavano che K.West dovesse essere una sorta di codice per "quest" (ricerca, inchiesta, ndr). Tutto assumeva questo genere di sfumature mistiche».

## Tracce
Testi e musiche di David Bowie, tranne dove diversamente indicato.
Lato A
1. Five Years – 4:43
2. Soul Love – 3:34
3. Moonage Daydream – 4:40
4. Starman – 4:14
5. It Ain't Easy – 2:57 (R. Davies)

Durata totale: 20:08
Lato B
1. Lady Stardust – 3:21
2. Star – 2:47
3. Hang On to Yourself – 2:39
4. Ziggy Stardust – 3:13
5. Suffragette City – 3:25
6. Rock 'n' Roll Suicide – 2:58

Durata totale: 18:23

### Tracce bonus della riedizione 1990
Testi e musiche di David Bowie.
1. John, I'm Only Dancing (Remix, 1979) – 2:43
2. Velvet Goldmine (Inedita, 1971) – 3:09
3. Sweet Head (Inedita, 1971) – 4:14
4. Ziggy Stardust (Demo, 1971) – 3:35
5. Lady Stardust (Demo, 1971) – 3:35

### Bonus disc della riedizione 2002
Testi e musiche di David Bowie, tranne dove diversamente indicato.
1. Moonage Daydream (Versione The Arnold Corns, 1971) – 3:53
2. Hang On to Yourself (Versione The Arnold Corns, 1971) – 2:55
3. Lady Stardust (Demo, 1971) – 3:34
4. Ziggy Stardust (Demo, 1971) – 3:38
5. John, I'm Only Dancing – 2:49
6. Velvet Goldmine (Inedita, 1971) – 3:14
7. Holy Holy (Seconda incisione, 1971) – 2:26
8. Amsterdam (Inedita, 1971) – 3:25 (J. Brel, M. Shuman)
9. The Supermen (Versione acustica, 1971) – 2:41
10. Round and Round (Lato B di Drive-In Saturday, 1973) – 2:44 (C. Berry)
11. Sweet Head (Inedita, 1971) – 4:53
12. Moonage Daydream (Remix, 1998) – 4:47

## Formazione
- David Bowie - voce, chitarra acustica, chitarra elettrica, sax baritono, sax contralto
- Mick Ronson - chitarra elettrica, pianoforte, sintetizzatore ARP, cori
- Trevor Bolder - basso
- Mick Woodmansey - batteria
- Dana Gillespie - cori (in It Ain't Easy)

## Brani

### Five Years
La lenta e immutabile batteria di Mick Woodmansey dà inizio all'album con un brano che annuncia la notizia della fine del mondo prevista tra cinque anni. Nel 1974 Bowie descrisse su Rolling Stone lo scenario che aveva voluto evocare: «È stato annunciato che il mondo finirà per esaurimento di risorse naturali [...] Ziggy faceva parte di un gruppo rock e i ragazzi non vogliono più il rock 'n' roll. Non c'è più corrente elettrica per suonarlo. Il consigliere di Ziggy gli dice di raccogliere notizie e di cantarle, perché non esiste più l'informazione. Così Ziggy comunica la notizia, ed è una notizia terribile».

### Soul Love
In questo melodico brano Bowie descrive una serie di malinconiche manifestazioni d'amore: una madre che piange sulla tomba del figlio, l'amore del figlio per l'ideale in nome del quale si è sacrificato, una coppia di giovani amanti. Soul Love fornisce immagini e sensazioni che rimandano ad un tipo di adorazione religiosa, tuttavia nel testo si ravvisa anche una cinica rilettura dell'amore come avrebbe dichiarato anni dopo a proposito della fine della sua relazione con Hermione Farthingale.

### Moonage Daydream
La comparsa di Ziggy Stardust si inserisce sulla dissolvenza del brano precedente e l'ascoltatore viene immerso nell'intreccio di sesso e fantascienza surreale dal messia androgino, sospeso tra le radici del rock e il destino dell'umanità. Il brano era già stato inciso circa un anno prima dell'uscita dell'album, in una forma ancora lontana da quella definitiva, e pubblicato come 45 giri nell'ambito del progetto The Arnold Corns.

### Starman
Primo singolo estratto dall'album e uno dei brani più celebri di David Bowie, Starman rivela il messaggio proveniente dallo spazio che interrompe le trasmissioni radiofoniche per raccontare la storia di un "uomo delle stelle" che entra in contatto con i giovani di una Terra ormai condannata, promettendo la salvezza del pianeta. Come rivelerà il cantante nel 1974, Ziggy Stardust non è l'uomo delle stelle ma il suo messaggero terreno, contrariamente all'opinione secondo cui spesso si è dipinto Ziggy come un extraterrestre.

### It Ain't Easy
David Bowie venne a conoscenza di questo "blues bianco" scritto nel 1970 dall'americano Ron Davies attraverso Mick Ronson, che l'aveva eseguita in precedenza con i Rats, anche se all'epoca la canzone era tutt'altro che sconosciuta. Ne erano già state incise due cover dai Three Dog Night e da Long John Baldry, mentre Dave Edmunds ne registrò una versione per l'album Rockpile proprio lo stesso mese in cui uscì Ziggy Stardust. Caratterizzata dalla slide guitar di Ronson e dalle evoluzioni vocali di Bowie, che dispiega il suo forzato accento americano con l'accompagnamento di Dana Gillespie, la canzone che chiude il lato A dell'album riprende l'atmosfera religiosa di Soul Love con uno stile gospel nei cori e nei contenuti, sebbene l'aspetto devozionale acquisti un senso più oscuro nel contesto delle implicazioni messianiche di Ziggy Stardust e delle sue reiterate professioni di sfiducia nell'establishment religioso.
Bowie interpretò It Ain't Easy nella sessione BBC del 3 giugno 1971 (inclusa in Bowie at the Beeb), occasione che sarebbe rimasta l'unica per ascoltarla dal vivo. La versione dell'album fu la prima traccia incisa e in origine avrebbe dovuto far parte di Hunky Dory.
Nell'autunno 1972 fu pubblicata negli Stati Uniti in un EP promozionale che includeva anche Space Oddity, Moonage Daydream e Life on Mars? e che raggiunse la quindicesima posizione in classifica. L'anno dopo uscì in Giappone come lato B di Space Oddity.

### Lady Stardust
L'introduzione al pianoforte di Mick Ronson apre la seconda facciata dell'album con un malinconico brano dedicato a Marc Bolan, leader dei T. Rex, che rievoca le carismatiche esibizioni dal vivo di Ziggy Stardust e degli Spiders from Mars dal punto di vista di un fan della rockstar androgina, un brano «in cui le correnti di frustrazione e trionfo si fondono in una desolazione assoluta» come scrisse il 20 luglio 1972 Richard Cromelin su Rolling Stone.

### Star
Ancora una volta il pianoforte di Mick Ronson introduce un momento determinante della storia di Ziggy Stardust, la riflessione su come "varrebbe la pena di fare qualsiasi cosa pur di diventare una rockstar". Il raggiungimento dello status di stella del rock viene visto quasi come un tipo di salvezza e da questo punto di vista la canzone garantisce un nesso narrativo nell'album tra il malinconico ritratto di Lady Stardust e la megalomania autoreferenziale della successiva Hang On to Yourself.

### Hang On to Yourself
Lo sfrenato riff di chitarra che qualche anno dopo avrebbe ispirato quello di God Save the Queen dei Sex Pistols, apre questa metafora nella quale il rock assume la forma di sesso, ambizione e appagamento, fino al raggiungimento dello status di rockstar che prefigura la caduta di Ziggy Stardust. Così come Moonage Daydream, anche Hang On To Yourself fu concepita inizialmente per il progetto The Arnold Corns, in una versione diversa da quella dell'album.

### Ziggy Stardust
Caratterizzato da una delle più famose melodie del repertorio di Bowie e da un testo ricco di allusioni a icone del rock, Ziggy Stardust descrive l'ascesa e la caduta della superstar protagonista della storia e rappresenta forse il nodo centrale dell'album dal punto di vista narrativo. Nel 1982 i Bauhaus pubblicarono una cover del brano arrivando alla posizione numero 15 nella classifica del Regno Unito.

### Suffragette City
Con il pianoforte sincopato in stile Little Richard e la chitarra martellante di Mick Ronson, Suffragette City può essere letta come la richiesta di un ragazzo che vuole essere lasciato solo con la sua partner oppure, sulla stessa linea di John, I'm Only Dancing, un mutamento di sesso da partner maschile a femminile. La canzone venne inizialmente offerta al gruppo glam rock dei Mott the Hoople, che non considerarono il brano particolarmente adatto al loro stile preferendo puntare su All the Young Dudes.

### Rock 'n' Roll Suicide
L'album si chiude con un brano dalle spiccate caratteristiche teatrali che racconta le ultime ore di Ziggy e che rappresenta una sorta di riflessione sullo status di rockstar: «Quando sei tanto giovane non riesci a credere che ti possa venire meno la capacità di essere così entusiasta e spavaldo nei confronti del mondo, della vita, dell'esperienza», dichiarò Bowie in quel periodo, «sei convinto di avere praticamente scoperto tutti i segreti della vita. Rock 'n' Roll Suicide era un modo per dichiarare la fine dell'effetto-giovinezza».

## Riedizioni
(Ken Scott, 2002)
La prima edizione dell'album su CD è del 1984, anno in cui furono ripubblicati anche i dischi precedenti di Bowie, che diventò così la prima rockstar ad avere la propria intera produzione musicale in formato digitale.
Nel 1988 i CD di David Bowie pubblicati dalla RCA vennero cancellati dalla produzione in risposta alla scelta del cantante di non rinnovare il contratto con la casa discografica. I diritti non vennero subito riassegnati e Ziggy Stardust divenne uno dei dischi più richiesti ma non disponibili fino al 1990, quando tutti gli album originali, da Space Oddity a Scary Monsters (and Super Creeps), vennero ripubblicati in sequenza dall'etichetta americana Rykodisc, mentre la EMI si occupò della pubblicazione al di fuori degli Stati Uniti.
Oltre alla versione che includeva 5 tracce bonus uscì anche un'edizione limitata "Deluxe" in un cofanetto personalizzato con il CD e un libretto di 72 pagine con la storia di Ziggy Stardust, dal concepimento del personaggio attraverso la registrazione e i concerti, nonché oltre 40 fotografie di Mick Rock e del fotografo giapponese Masayoshi Sukita. Per promuovere ulteriormente questa riedizione la Rykodisc pubblicò anche un "Press Kit" costituito, tra l'altro, da un vinile dynaflex rimasterizzato e un picture disc, la copia di un articolo di Rolling Stone e una foto promozionale su carta patinata con immagini scattate da Sukita nell'agosto 1972.
Nel 1996 la Rykodisc ha ripubblicato l'album in formato Au20 Gold e nel luglio 2002, in occasione del 30º anniversario la EMI ha distribuito una versione rimasterizzata con un CD bonus contenente 12 tracce, tra cui un remix di Moonage Daydream utilizzato nel 1998 per uno spot televisivo della Dunlop. Nel 2003 uscì l'album su Super Audio CD in versione 5.1 Surround, con un nuovo remix creato dal produttore originario, Ken Scott.
| Anno | Formato | Etichetta                 | Paese                                               | Note |
| ---- | ------- | ------------------------- | --------------------------------------------------- | --- |
| 1981 | LP      | Mobile Fidelity Sound Lab | USA                                                 | Edizione limitata                                                                                       |
| 1984 | CD      | RCA Records               | Europa, USA                                         | Le edizioni europee e americane erano differenti tra loro, dato che derivavano da due master differenti |
| 1984 | LP      | RCA Records               | Regno Unito                                         | Picture disc, edizione limitata                                                                         |
| 1985 | LP      | RCA Records               | Europa                                              | |
| 1986 | CD      | RCA Records               | Giappone                                            | Presente in due edizioni: la prima derivante dal master americano del 1984, la seconda da uno nuovo     |
| 1990 | CD      | EMI/Rykodisc              | Europa, USA, Canada, Giappone, Australasia          | Edizione rimasterizzata                                                                                 |
| 1990 | CD      | EMI/Rykodisc              | Europa, USA                                         | Edizione Deluxe                                                                                         |
| 1990 | LP      | EMI                       | Europa, Brasile, Sud Africa                         | |
| 1996 | CD      | Rykodisc                  | USA, Canada                                         | Edizione limitata (Au20 Gold)                                                                           |
| 1996 | CD      | EMI                       | Giappone                                            | Edizione rimasterizzata                                                                                 |
| 1997 | LP 180g | EMI                       | Regno Unito                                         | Edizione limitata (EMI 100th Anniversary)                                                               |
| 1999 | CD      | EMI/Virgin                | Europa, USA, Canada, Australia, Argentina, Giappone | Edizione rimasterizzata                                                                                 |
| 2001 | LP      | EMI/Simply Vinyl          | Europa                                              | Edizione rimasterizzata                                                                                 |
| 2002 | 2xCD    | EMI/Virgin                | Europa, USA, Giappone                               | Edizione rimasterizzata (30º anniversario)                                                              |
| 2003 | SACD    | EMI                       | Europa                                              | |
| 2007 | CD      | EMI                       | USA, Giappone                                       | Edizione rimasterizzata                                                                                 |
| 2009 | SHM-CD  | EMI                       | Giappone                                            | Edizione rimasterizzata                                                                                 |
| 2012 | CD      | EMI/Virgin                | Europa, USA, Canada, Brasile, Australia             | Edizione rimasterizzata (40º anniversario)                                                              |
| 2012 | LP+DVD  | EMI                       | Europa                                              | Edizione rimasterizzata (40º anniversario)                                                              |
| 2015 | CD      | Parlophone                | Europa, USA, Australia, Argentina                   | Edizione rimasterizzata                                                                                 |
| 2016 | LP 180g | Parlophone                | Europa, USA                                         | Edizione rimasterizzata                                                                                 |

## Omaggi e citazioni:Ziggy Stardustnella cultura di massa
- Ian McCulloch (Echo & the Bunnymen): «È uno dei più grandi album di tutti i tempi. Era completo, innovativo, magico... Ha cambiato la mia vita».[76]
- Gary Kemp (Spandau Ballet): «Nel 1969 ho visto un uomo camminare sulla Luna ed ho pensato che il mio futuro sarebbe stato nello spazio. E poi ecco che arriva Ziggy e mi suona la colonna sonora».[28]
- Dougie Payne (Travis): «Dopo averlo ascoltato la prima volta quando avevo sette anni è rimasto con me, così ho avuto come un ventennale rapporto con il disco che ancora non è svanito del tutto».[28]

Ziggy Stardust ha rappresentato una fonte d'ispirazione per diversi artisti e spesso l'immaginario creato da David Bowie ha trovato posto nella musica e, in generale, nella cultura popolare:
- Il 13 ottobre 1972 gli Strawbs pubblicarono il 45 giri Lay Down, il cui lato B Backside era accreditato a "Ciggy Barlust and the Whales from Venus".
- Ziggy Stardust è menzionato nella canzone Herra Mirandos, pubblicata nel 1973 dall'artista finlandese Hector, che aveva i capelli alla Ziggy (anche se non rossi) nella prima parte degli anni settanta.[77]
- Nell'opera rock Starmania, creata nel 1976 da Luc Plamondon e Michel Berger, uno dei personaggi si chiama Ziggy in omaggio a David Bowie, di cui si era innamorato quando era più giovane.[77]
- Nel CD eponimo del gruppo svedese Gyllene Tider del 1990 c'è una traccia intitolata Åh Ziggy Stardust (Var Blev Du Av?), traducibile come Oh Ziggy Stardust (che ne è stato di te?).
- Nel brano Chelsea Lovers di Dave Stewart, incluso in Greetings From the Gutter del 1994, è presente il verso «Stardust lovers in a Ziggy cartoon».
- Il cantautore brasiliano Alvin L. menziona "il lato B di Ziggy Stardust" nella canzone Aprender del suo primo album solista del 1997, citandolo come "una delle cose che hanno cercato di dirgli qualcosa".[28]
- Nel brano Who Killed Rock 'n' Roll di Boy George, incluso in The Unrecoupable One Man Bandit del 1999 in cui c'è anche la cover di Suffragette City, è presente il verso «Ziggy played guitar for me...»
- Il ritornello del brano di Bon Jovi intitolato Captain Crash and the Beauty Queen from Mars, presente nell'album del 2000 Crush, inizia con «Dressed up just like Ziggy, but he couldn't play guitar».
- Nel 2007 il musicista Saul Williams ha intitolato il suo terzo album The Inevitable Rise and Liberation of NiggyTardust!.
- Ziggy Stardust è il soprannome di Zbigniew Malone, uno dei personaggi del romanzo Io sono Dio scritto nel 2009 da Giorgio Faletti.
- Achille Lauro si esibisce, nel corso della terza serata del 70º festival di Sanremo (2020), dicendo di aver omaggiato con vestiti ed acconciatura il personaggio di Ziggy Stardust, anche se in realtà ha copiato il trucco di David Bowie nel videoclip di Life on Mars?.